# Лепешняк гайовий
Лепешняк гайовий, лепешняк дібровний (Glyceria nemoralis) — вид рослин родини тонконогові (Poaceae), поширений у центральній і східній Європі, західній Азії.

## Опис
Багаторічна трав'яниста рослина 30–100(110) см. Язичок 4–6 мм довжиною, розірваний на волосоподібні частки. Листові піхви трубчасті для більшої частини їх довжини, гладкі, голі на поверхні. Листові пластини шириною 2–5 мм; світло-зелені; поверхні дещо шершаві, зверху грубі; верхівка гостра, або загострена. Суцвіття — відкрита, яйцювата волоть, 15–35 см завдовжки. Первинні гілки волоті висхідні; несуть 1–16 колосків на кожній нижній гілці. Гілочки волоті гладкі. Колоски поодинокі. Колоски до 13 мм довжиною, 5–7-квіткові. Із 7 жилок на нижній квіткової лусці тільки 3 сильно виступають і доходять до верхівки луски, інші 4 жилки слабші й у верхній третині луски майже непомітні. Пиляків 3; 1–1.5 мм завдовжки; жовті.

## Поширення
Поширений у центральній і східній Європі (Чехія, Німеччина, Угорщина, Польща, Словаччина, Білорусь, Естонія, Литва, Росія, Україна, Болгарія, Румунія, Сербія) та західній Азії (Вірменія, Азербайджан, Туреччина).
В Україні вид зростає на болотистих місцях в тінистих листяних лісах — у лісових і лісостепових районах, спорадично.